# مردم ایروکویی

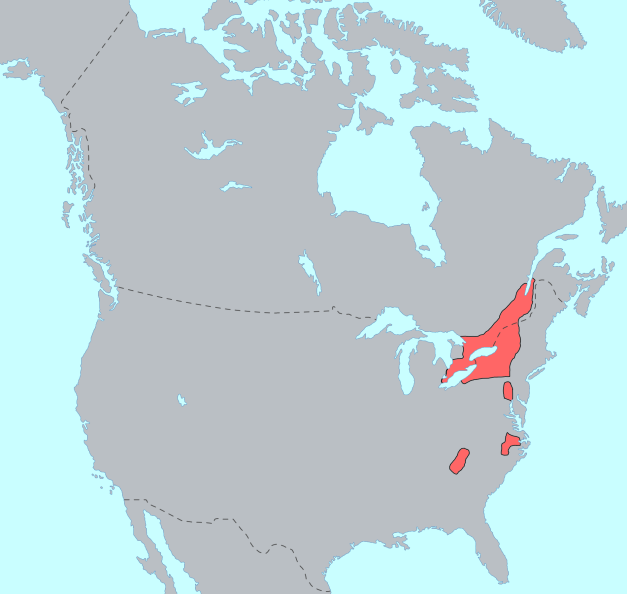
پراکندگی ایرکویی ها.

مردم ایروکویی (انگلیسی: Iroquoian peoples) مردمان بومی جنگل‌های شمال شرقی و دریاچه‌های بزرگ آمریکای شمالی هستند که به زبان‌های ایروکویی صحبت می‌کنند. این زبانها شامل
- موهاک (Kanienʼkéha - کانییِن‌کِها)
- اونیدا (Onʌyotaʔa꞉ka - اونایوتائآکا)
- اونونداگا (Onoñdaʼgegáʼ - اونونداءگِگاء)
- کایوگا (Gayogo̱hó꞉nǫʼ - گایوگوهوُنوء)
- سِنِکا (Onödowáʼga꞉ʼ - اونوُندووآگآء)

قلمروهای آن‌ها از جنوب شرقی و جنوب انتاریو در کانادا و در امتداد سواحل دریاچه هورون و خلیج گرجی، دریاچه ایری و دریاچه انتاریو تا ایالت نیویورک (ایالت)، شمال اوهایو و پنسیلوانیا بود.